# O Liberal
O Liberal é um jornal brasileiro que circula em Belém e maior parte do Pará desde o ano de 1946. Ao ser adquirido por Romulo Maiorana em 1966, passou a integrar o Grupo Liberal, que atualmente é um dos maiores grupos de comunicação do Brasil. É considerado um dos veículos mais lidos do Estado e o único jornal com prêmios internacionais no Norte/Nordeste. A tiragem média do jornal é de 40 mil exemplares durante a semana, batendo o número de 87 mil aos domingos, colocando O Liberal como o jornal com o maior número de tiragens entre o Norte e Nordeste do país.

## História
Segundo o jornalista João Carlos Pereira, terminada a II Guerra Mundial, a Folha do Norte, jornal que pertencia à família do professor e jornalista Paulo Maranhão, continuava a atirar, raivosamente, em Magalhães Barata. O ex-interventor era o alvo favorito do matutino que, à sua época tinha a força correspondente à que hoje tem O Liberal. Com editoriais violentíssimos, o jornal não poupava ninguém que ousasse cruzar a linha imaginária, mas muito bem demarcada, que separava baratistas de antibaratistas. O poder de fogo da “Folha” era tamanho, que seria impossível entrar em uma campanha eleitoral sem um escudo que, ao mesmo tempo, protegesse o antigo Partido Liberal, depois Partido Social Democrático (PSD) e devolvesse à “Folha” os insultos que, quase diariamente, publicava na primeira página. Foi com esse fim que nasceu, O Liberal. Sua missão, declarada com orgulho e glória, como diria a cronista Eneida de Moraes, era ser órgão oficial do PSD. E nada mais.
O dia 15 de novembro de 1945, caiu numa sexta-feira. Era feriado nacional e o mundo saia, entre dividido e machucado, da II Guerra Mundial. Vencedores e perdedores precisavam conviver e, em nome da paz e da unidade entre os povos, criar um clima propício à fraternidade. Em Belém, baratistas e antibartistas não conheciam o sentido do novo tempo e não paravam de se hostilizar. Os adversários de Magalhães Barata tinham, na imprensa local, tribuna livre para insultar o PSD e seus partidários. Os aliados de Barata ouviam calados as ofensas. A ideia de criar um jornal que fosse porta-voz do Partido Social Democrático ganhou força. O Liberal, então, surgia para defender seu líder.
Se a primeira vocação de O Liberal foi abrir um espaço na imprensa do Pará para anunciar Magalhães Barata, os donos do Jornal, que começou circulando logo depois do almoço, precisavam se mobilizar para conseguir dar um rosto ao projeto. Magalhães Barata governava o Estado, pela segunda, na condição de interventor federal. Getúlio Vargas havia sido deposto do poder pelas forças comandadas pelo general Góis Monteiro e Eurico Gaspar Dutra presidia o país. Sem uma tribuna de onde pudesse, publicamente, reagir à ofensiva da “Folha”, Barata não teve outra saída, a não ser abrir um jornal.
A primeira reunião para a criação do jornal foi convocada pelo próprio Magalhães Barata e a ela compareceram alguns dos mais fiéis correligionários do Interventor: Alberto Engelhard, que exercia no momento a Prefeitura de Belém; Álvaro Adolfo da Silveira, que desempenhava as funções de Consultor Geral do Estado; Octavio Augusto de Bastos Meira,  Procurador Geral da Prefeitura de Belém; Clementino de Almeida Lisboa, titular da Secretaria da Fazenda; Lindolfo Marques Mesquita, Diretor da Biblioteca e Arquivo Público; João Ferreira Baltazar, Octavio Oliva, João Santino Ribeiro, José Cardoso da Cunha Coimbra e Ney Rodrigues Peixoto, Comandante Geral da Força Pública do Estado.
Também foram convidados Luís Geolás de Moura Carvalho, que exercia o cargo de Chefe de Polícia; Mauricio Coelho de Souza, Manuel Figueiredo; Eduardo Valente de Azevedo Ribeiro, que era provedor da Santa Casa de Misericórdia; Sinval da Silva Coutinho, Antônio Teixeira Gueiros, Waldir Bouhid, então diretor da Saúde Pública do Estado; Pedro Alcântara Guabiraba, Joaquim Pimenta de Magalhães, Francisco Maria Bordalo, João de Paiva Menezes, Marcio Guimarães Correa, Joana Sebastiana Rodrigues da Mota, Álvaro Salgado Guimarães, Manuel Lobato Maués, na época Diretor da Sucipe, Raimundo Farah, Philipe Farah e Nagib Jorge Homci.

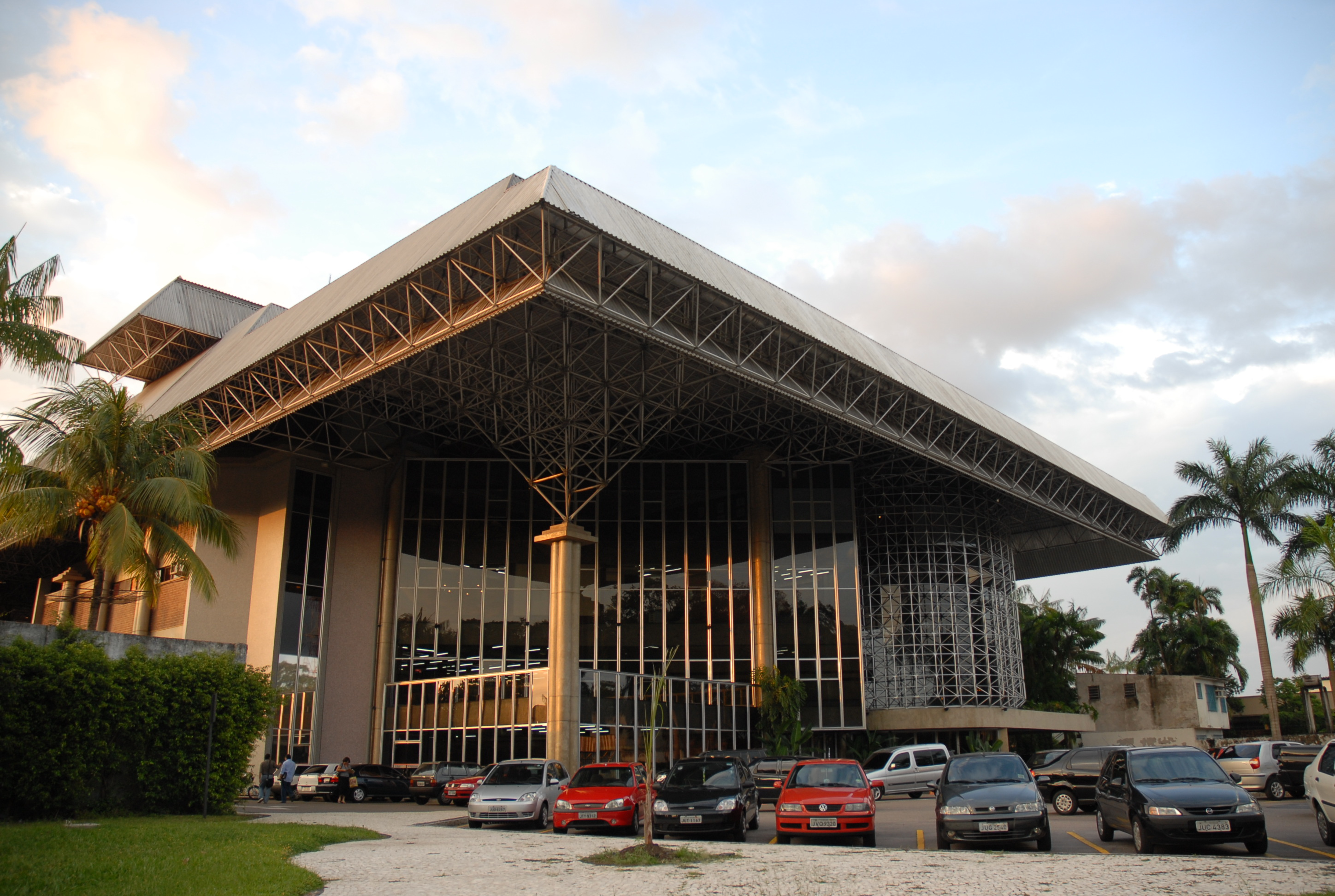
Atual sede do Jornal O Liberal, localizado no Bairro do Marco em Belém-PA.

Com a disposição de fazer um jornal político, os correligionários de Barata saíram da reunião com as mangas arregaçadas. Ficou acertado que o PSD teria o seu jornal e que, para isso, seriam necessários, inicialmente, Cr$ 400.000,00 cruzeiros. A fim de formar o capital, foram emitidas quatrocentas ações no valor de Cr$ 1.000,00 cada. No dia 18 de maio de 1945, o Cartório Diniz lavrou a escritura pública da sociedade “Diários Liberais S/A”, que editaria o jornal.
Com a sociedade estabelecida legalmente, todos os membros, num gesto de fidelidade poucas vezes visto na política, assinaram documento, doando suas ações para Magalhães Barata, que passou a ser o único dono de O Liberal.
Em 10 de dezembro de 2013, o jornal passou a publicar o encarte semanal do The New York Times, sendo o 4º diário do Brasil a publicar o encarte do jornal americano, juntamente com a Folha de S. Paulo (São Paulo), O Povo (Fortaleza) e A Tarde (Salvador).

## Calendário de Eventos Patrocinados por O Liberal
- Corrida de Belém
- Corrida do Círio
- Corrida do Sal[carece de fontes?]
- Garota Verão
- Prêmio ORM/ACP
- Rainha das Rainhas
- Salão Arte Pará[carece de fontes?]
- Troféu Rômulo Maiorana[carece de fontes?]

## Prêmios
Prêmio ExxonMobil de Jornalismo (Esso)
- 2005: Esso Regional Norte, concedido a Jaqueline Almeida, pela reportagem "Escravas do Suriname"[3]

Outros
- 16º Prêmio de Excelência Gráfica “Fernando Pini” (2006)
- Troféu Marketing Best (2007)
- 25º Troféu Deusa da Fortuna (através do Prêmio Mérito Lojista, segmento Jornal por Estado/Pará, 2009)
- Prêmio Líder Empresarial (no Setor Comunicação, TL, Educação e Cultura, 2009)

## Ações de Responsabilidade Social
- Instituto Criança Vida
- O Liberal na Escola[carece de fontes?]